# Equitatividade
Em Ecologia, equitatividade é o termo empregado para definir a uniformidade, ou homogeneidade, da distribuição de abundância de espécies em uma comunidade. Com efeito, reflete o grau de dominância de espécies em uma comunidade. Geralmente é expressa de forma numérica (variando de zero a 1), derivada de algum índice de diversidade específico.
Em uma comunidade, a equitatividade será baixa quando há poucas espécies altamente dominantes em meio a um grande número de espécies raras. Se não houver espécies altamente dominantes, a equitatividade será maior.
A equitatividade serve como uma referência para que se avalie o valor de um índice de diversidade. Em seu cálculo, compara-se o valor de diversidade calculado em relação ao valor máximo teórico. Quanto maior for a diferença entre o valor calculado e o teórico, menor será a equitatividade.
É comum encontrarmos textos referindo-se à "equitabilidade". Contudo, essa é uma tradução errada da palavra "equitability".